# Prothemenops
Prothemenops is een geslacht van spinnen uit de  familie van de Idiopidae (Valdeurspinnen).

## Soort
- Prothemenops siamensis Schwendinger, 1991
- Prothemenops irineae Schwendinger & Hongpadharakiree, 2014
- Prothemenops khirikhan Schwendinger & Hongpadharakiree, 2014
- Prothemenops phanthurat Schwendinger & Hongpadharakiree, 2014